# Atentado de Bishopsgate
El Atentado de Bishopsgate ocurrió el 24 de abril de 1993, cuando el Ejército Republicano Irlandés Provisional (el IRA) detonó un camión bomba en el distrito financiero de Londres ubicado en Bishopsgate, City de Londres, Inglaterra. La explosión causó una víctima fatal y 44 heridos, y el cálculo inicial de los daños ascendió a mil millones de libras esterlinas. Como consecuencia del atentado, se estableció el llamado «anillo de acero» para proteger a la ciudad y varias empresas presentaron planes de recuperación ante desastres en el caso de nuevos ataques.

## Antecedentes
A comienzos de 1993, el proceso de paz en Irlanda del Norte se hallaba en una fase delicada, con tentativas en curso por negociar un cese al fuego con el IRA. Gerry Adams de Sinn Féin y John Hume del Partido Socialdemócrata y Laborista se encontraban dialogando de manera privada desde 1988, con miras a establecer una coalición nacionalista. El primer ministro británico John Major se había negado a participar de las charlas con Sinn Féin hasta que el IRA declarase un cese al fuego, señalando que «quienes utilizan la violencia con fines políticos se autoexcluyen por medio de sus propias acciones, y si desean que se los tenga en cuenta, el remedio se halla completamente en sus manos». El peligro de un ataque del IRA a la City de Londres había aumentado debido a la ausencia de un avance en las conversaciones, lo cual provocó que se emitiera una alerta a todas las fuerzas policiales británicas, resaltando informes de inteligencia que señalaban un posible atentado, puesto que se creía que el IRA contaba con suficientes hombres, equipo y fondos para lanzar una campaña ininterrumpida en Inglaterra. Durante el conflicto de Irlanda del Norte, el IRA había hecho detonar bombas en objetivos financieros en Londres en varias ocasiones, entre las que se destaca el atentado del 10 de abril de 1992, cuando un coche bomba explotó fuera del Baltic Exchange. El atentado al Baltic Exchange provocó daños por £800 millones, más de £200 millones sobre el total de daños causados por las 10 000 explosiones ocurridas hasta ese momento durante el conflicto en Irlanda del Norte.

## Atentado

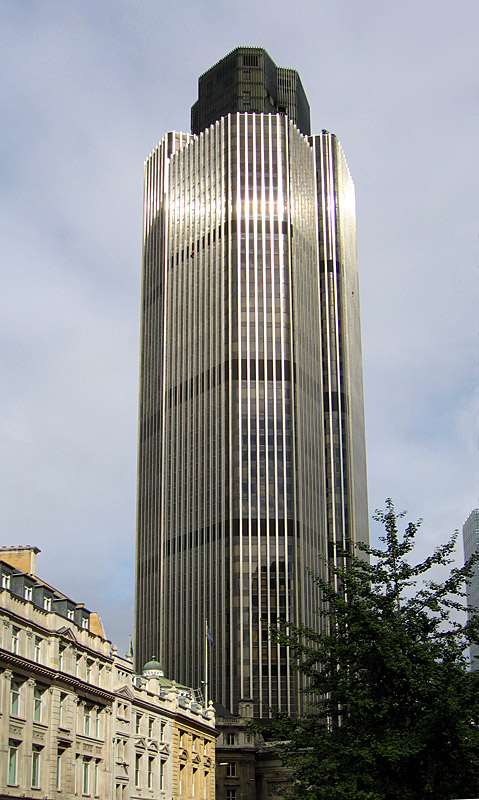
La NatWest Tower fue uno de los edificios que sufrió mayores daños debido al atentado.

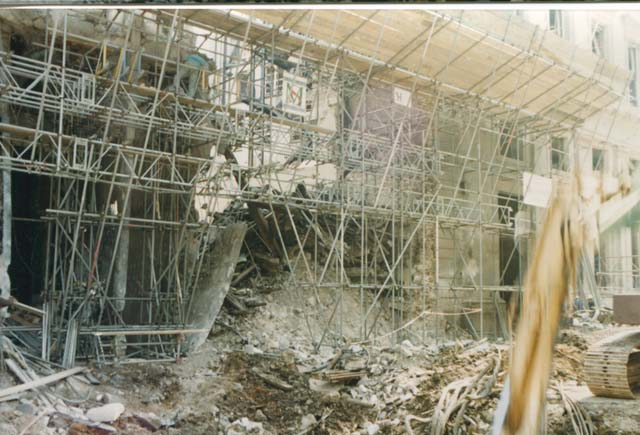
La iglesia de Santa Etelburga después el ataque.

En marzo de 1993, un volquete Ford Iveco color blanco fue robado en Newcastle-under-Lyme y pintado de azul oscuro. Una bomba fertilizante de una tonelada fabricada por la Brigada de South Armagh del IRA había sido ingresada de contrabando en Inglaterra, y se ocultó en el camión debajo de una capa de asfalto. Aproximadamente a las 9 a. m. del 24 de abril de 1993, dos voluntarios de una unidad de servicio activo del IRA condujeron el camión con la bomba hasta Bishopsgate. Luego de estacionar el vehículo frente al Hong Kong and Shanghai Bank, abandonaron la zona en un automóvil conducido por un cómplice. Se realizaron varias alertas telefónicas desde un teléfono público situado en Forkhill, Condado de Armagh, Irlanda del Norte, donde la persona que llamaba utilizó una palabra código que se sabía empleaba el IRA y afirmó que «[hay] una bomba enorme... Despejen un área grande». Dos agentes ya estaban investigando el camión cuando se recibió el aviso, y la policía comenzó a evacuar la zona.
La bomba explotó a las 10:25 a. m. provocando daños que se estimaron en mil millones de libras esterlinas. Los edificios situados a 500 metros a la redonda sufrieron daños; la detonación afectó a 140 000 m² de oficinas y rompió más de 500 toneladas de vidrios. El edificio de 42 pisos NatWest Tower recibió grandes daños y muchas de las ventanas de la parte oriental fueron destruidas; el periódico Daily Mail describió los daños como «huecos negros que golpearon sus cincuenta y dos plantas como una boca llena de dientes en mal estado». Otros edificios afectados fueron la estación de subterráneo de la calle Liverpool, el Hong Kong and Shanghai Bank y el Barclays Bank. La Iglesia de Santa Etelburga, que estaba ubicada a siete metros de la zona cero, colapsó gracias a la fuerza de la explosión. Las víctimas civiles fueron pocas, ya que el suceso ocurrió durante la mañana de un sábado y la City solo estaba ocupada por un pequeño número de oficinistas, guardias de seguridad, contratistas y personal de mantenimiento. 44 personas resultaron heridas y el fotógrafo Ed Henty del periódico News of the World murió tras ignorar las advertencias y dirigirse al lugar de la acción.

## Reacciones

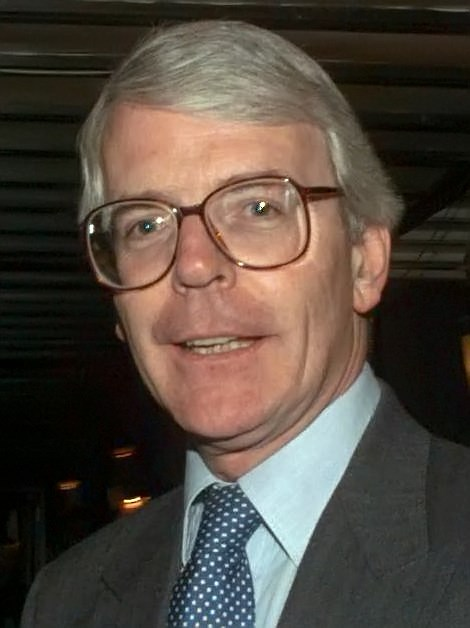
John Major, primer ministro británico en ejercicio al momento del atentado.

La comunidad financiera y de los medios de comunicación exigieron mayor seguridad en la City, donde una de las principales figuras reclamó un «enclave medieval amurallado para evitar ataques terroristas». John Major recibió una llamada telefónica de Francis McWilliams, el Alcalde de la City de Londres, para recordarle que «el año pasado la City de Londres proporcionó a la nación entera £ 17 mil millones. Su entorno operativo y futuro debe ser resguardado». Major, McWilliams y el Ministro de Hacienda del Reino Unido Norman Lamont realizaron declaraciones públicas señalando que los negocios seguirían desarrollándose normalmente en la City, y que el atentado no tendría un impacto duradero. Más tarde, Major describió su reacción ante el ataque con las siguientes palabras:

Francamente, pensábamos que era probable que pusiéramos fin al proceso. Y les afirmamos en varias ocasiones que así sería. Ellos supusieron que si efectuaban un atentado y presionaban a los británicos en Bishopsgate o con alguna otra atrocidad, afectarían en su favor nuestra posición de negociación. Se equivocaban completamente al hacer dicho cálculo. Con este accionar dificultan, no facilitan, cualquier tendencia hacia un acuerdo. Han endurecido nuestra actitud, cuando creían que la suavizarían. Este es uno de los principales errores realizados por el IRA con los sucesivos gobiernos británicos a lo largo del último cuarto de siglo.

John Hume y Gerry Adams efectuaron su propia declaración conjunta el mismo día del atentado, señalando que «aceptamos que la totalidad del pueblo irlandés tiene derecho a su autodeterminación. Dicha creencia es compartida por la mayoría de las personas de esta isla, si bien no por todos» y que «el ejercicio de la autodeterminación es una cuestión a acordar por el pueblo de Irlanda».
La reacción del IRA apareció en la edición del 29 de abril del An Phoblacht, poniendo en relieve la manera en que los terroristas aprovecharon un error en la seguridad después de «haber identificado una brecha en la seguridad, generalmente estricta, que rodea la City». También hubo un mensaje por parte de los dirigentes del IRA, pidiendo «que la clase dirigente británica aproveche la oportunidad y tome las medidas necesarias para acabar con esta fútil y costosa guerra en Irlanda. Una vez más hacemos énfasis en que deberían seguir el camino de la paz o resignarse al camino de la guerra». El IRA también intentó ejercer presión indirectamente sobre el gobierno británico mediante una declaración enviada a las empresas de capital extranjero no estadounidense que operan en la City, advirtiendo que «no debe engañarse a nadie para que subestime los intentos del IRA por montar futuros ataques planeados contra el corazón político y financiero del estado británico . . . En la situación política actual, es inevitable que hayan más atentados en la City de Londres y en otras partes. Creemos tener la obligación de transmitirles esto directamente para que puedan tomar decisiones basadas en dicha información».
El Delegado en Jefe de Planificación de la Corporation of London pidió se demuelan los edificios dañados por la explosión, incluida la NatWest Tower, al ver la oportunidad para que la City se deshaga de parte de la arquitectura de los años 1970 y construya nuevas estructuras ultramodernas como «símbolo del desafío hacia el IRA». No obstante, estos comentarios no tuvieron el respaldo de la corporación, que señaló que la NatWest Tower era parte integral del panorama de la City.

## Repercusiones

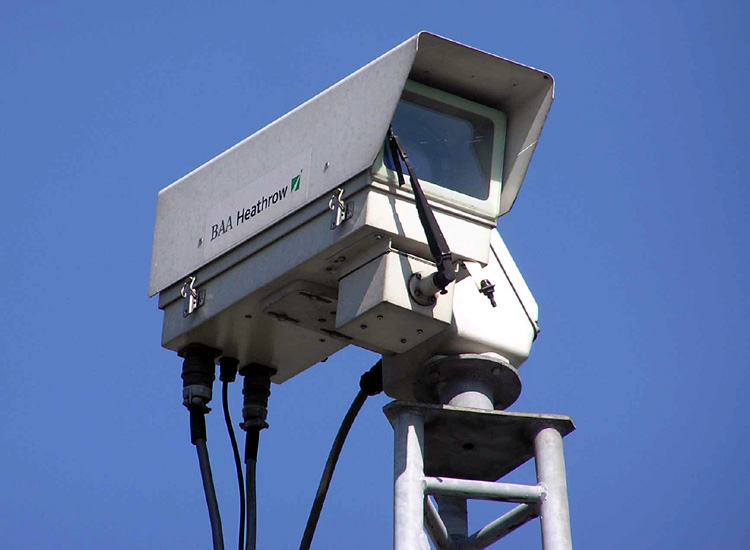
Tras el atentado, se instalaron numerosas cámaras de vigilancia a lo largo de toda la City de Londres y sus puntos de acceso.

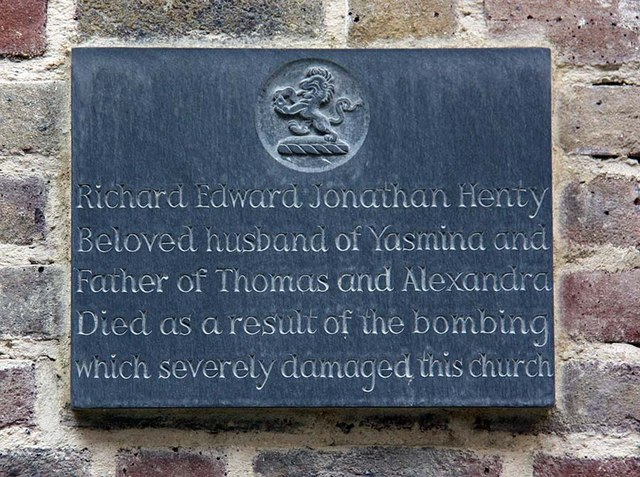
Monumento al fotógrafo Ed Henty, la única muerte en el atentado, en la iglesia de Santa Etelburga. Las palabras inglesas significan: «Amado marido de Yasmina y padre de Thomas y Alexandra. Falleció como resultado del atentado que gravemente dañado esta iglesia».

En mayo de 1993 la policía confirmó que se planeaba poner en marcha un cordón de seguridad para la City y, el 3 de julio del mismo año, se estableció el «anillo de acero». La mayoría de las vías de acceso a la City se cerraron y convirtieron en caminos de salida, al mismo tiempo que se fijaron controles a cargo de policías armados en las ocho rutas restantes para ingresar a la City. También se instalaron cámaras de circuito cerrado para monitorear a los vehículos que ingresan a la City, incluidas dos cámaras en cada acceso para leer la matrícula de los automóviles y otra cámara para observar al conductor y su pasajero. La ciudad estaba monitoreada por más de setenta cámaras controladas por la policía; en septiembre de 1993 se lanzó el programa "Camera Watch" para aumentar aún más la cobertura en áreas públicas y alentar la cooperación entre las cámaras de vigilancia controladas por la policía, empresas privadas y la Corporation of London (actualmente conocida como la City of London Corporation). Nueve meses después de la puesta en marcha del plan, solo el 12 % de los edificios tenían sistemas de vigilancia por cámaras, pero en 1996 operaban más de 1000 cámaras en 376 sistemas separados.
El atentado provocó que varias compañías modificaran el ejercicio de sus operaciones y confeccionaran planes para hacer frente a cualquier incidente futuro. La fuerza de la explosión hizo volar un gran número de documentos por las ventanas de los edificios, por lo que la policía debió utilizar una cortadora para destruir todos los que encontraban. Esto a su vez causó que los administradores de riesgos demanden una política de «escritorios limpios» al final de cada jornada laboral para aumentar la seguridad de la información. Otra consecuencia del ataque fue que las compañías financieras británicas y estadounidenses prepararon planes de recuperación ante desastres en caso de futuros atentados terroristas. Según un informe confeccionado por los analistas de IDC, el atentado al World Trade Center de febrero de 1993 llevó a la quiebra al 40 % de las empresas afectadas a los dos años de ataque. Como resultado de los atentados al Baltic Exchange y a Bishopsgate, las compañías con base en la City estuvieron preparadas para enfrentar las repercusiones de los atentados del 11 de septiembre de 2001 en Estados Unidos. El portavoz de la Corporation of London afirmó que «después de los ataques del IRA, las compañías redoblaron sus planes de recuperación ante desastres y la City se recuperó increíblemente rápido. Esto hizo que ahora la City esté muy bien preparada para esta clase de cosas».
Los daños estimados inicialmente (£ 1 mil millones)  luego fueron rebajados, y el costo total de la reconstrucción fue de £ 350 millones. Los subsiguientes pagos por parte de las compañías de seguros causaron que estas sufrieran grandes pérdidas, lo que a su vez provocó un crisis en la industria, incluido el casi colapso del Lloyd's of London. En consecuencia, el Reino Unido introdujo un plan de seguros respaldado por el gobierno, Pool Re, donde este pasó a ejercer el papel de «reasegurador de último recurso» por pérdidas superiores a los £75 millones.
El atentado terrorista, cuya organización tuvo un costo de £ 3000, fue el último ataque importante en Inglaterra durante esta fase del proceso de paz en Irlanda del Norte. El ataque sobre el corazón financiero del Reino Unido, que fue descrito por el escritor y periodista Ed Moloney como «posiblemente la táctica más exitosa [del IRA] desde el comienzo del conflicto de Irlanda del Norte», fue suspendido por el IRA a fin de permitir que continúen las negociaciones que Gerry Adams y John Hume estaban llevando a cabo. El IRA efectuó varios atentados menores en Inglaterra durante el resto de 1993 y comienzos de 1994, antes de declarar el «cese completo de las operaciones militares» el 31 de agosto de 1994. El alto al fuego terminó el 9 de febrero de 1996, cuando el IRA provocó la muerte de dos personas durante el atentado a Docklands, un ataque mediante un camión bomba en el distrito financiero de Canary Wharf, en Londres.

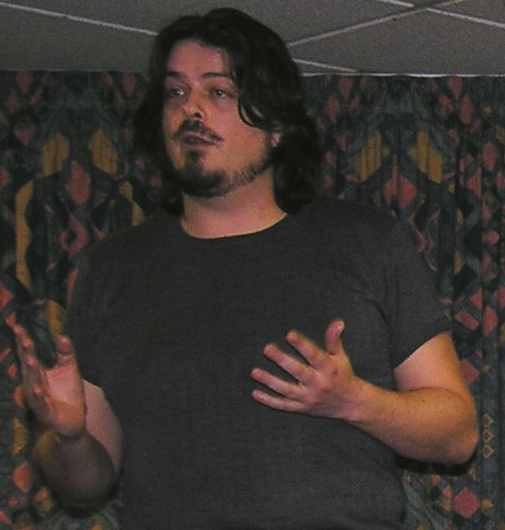
David Shayler, periodista y exagente del MI5.

## RevistaPunchy David Shayler
En julio de 2000 se anunció que la revista Punch sería llevada a juicio bajo el cargo de desacato al tribunal, luego de publicar un artículo escrito por el exagente del MI5 David Shayler, donde este afirmaba que el MI5 pudo haber evitado el atentado de Bishopsgate. Un vocero del Ministro de Justicia Lord Williams señaló que el artículo de Shayler era una violación al mandato judicial emitido en 1997 por un tribunal, en el cual se prohibía a Shayler revelar información en materia de seguridad e inteligencia. En noviembre del mismo año, Punch y su editor, James Steen, fueron declarados culpables y sentenciados al pago de una multa de £20 000 y £5000, respectivamente. En marzo de 2001, el editor ganó la apelación contra su sentencia y su multa; además, un juez del Tribunal de Apelaciones acusó al Ministro de Justicia de coartar la libertad de prensa y emitió el fallo de que el mandato judicial de 1997 violaba el artículo 10.º de la Convención Europea de Derechos Humanos. En diciembre de 2002, la Cámara de los Lores revocó esta decisión, y cinco magistrados fallaron que la publicación del artículo de Shayler por parte de Steen fue un desacato al tribunal.